# Прапор Монако
Прапор Монако — полотнище з двома рівновеликими смугами, розміщеними горизонтально. Зверху — смуга червоного кольору, знизу — білого. Прийнятий у 1881 р. Кольори прапора пов'язані з барвами княжого роду Грімальді, представники якого правлять князівством з епохи середньовіччя.
Монакські прапори червоних і білих кольорів відомі з 1339 року. У XIV—XVIII століттях це були полотнища з червоних і білих ромбів, або були білими з повним гербом в центрі. Останній прапор офіційно вважається урядовим, хоча вивішується рідко.
Наприкінці XVIII століття Монако було приєднане до Франції, але в 1814 році, після падіння імперії Наполеона, правління династії Грімальді в Монако було відновлене. Тоді ж з'явився і нинішній монакський прапор, що отримав зображення у вигляді двох горизонтальних смуг червоного і білого кольорів. Офіційно він затверджений тільки в 1881 році. Схожість прапорів Монако і Індонезії послужило приводом для дипломатичного конфлікту. Коли уряду Монако стало відомо, що Індонезія в 1945 році прийняла такий же, як у Монако, прапор, уряд заявив із цього приводу офіційний протест. Проте протест був відхилений на тій підставі, що прапор Індонезії за походженням є ще стародавнішим, ніж прапор Монако.